# The Computer Wore Tennis Shoes
The Computer Wore Tennis Shoes (bra O Computador de Tênis) é um filme estadunidense de 1969, dos gêneros comédia e ficção científica, dirigido por Robert Butler para a Walt Disney Productions.

## Elenco
- Kurt Russell...Dexter
- Cesar Romero...A.J. Arno
- Joe Flynn...Dean Higgins, o reitor
- William Schallert...Professor Quigley
- Alan Hewitt...Dean Collingsgood
- Richard Bakalyan...Chillie Walsh
- Debbie Paine...Annie Hannah
- Frank Webb...Pete
- Michael McGreevey...Schuyler
- Jon Provost...Bradley
- Frank Welker...Henry
- W. Alex Clarke...Myles
- Bing Russell...Angelo
- Pat Harrington... apresentador
- Fabian Dean...Pequeno Mac
- Fritz Feld...Sigmund van Dyke
- Pete Ronoudet...tenente Charles "Charlie" Hannah
- Ed Begley, Jr....estudante

## Sinopse
Dexter Reilly e seus amigos são alunos da pequena e particular Faculdade Medfield cujo reitor se nega a fornecer dez mil dólares para a compra de um computador. Dexter conhece o empresário A. J. Arno e vai com os amigos até ao escritório dele para pedir para que doe um à faculdade. Os universitários não sabem que Arno mantém uma rede de jogatina ilegal e guarda os dados em seus computadores. Mas o empresário se esquece disso e doa um dos computadores que usava à faculdade, no lugar dos donativos anuais de 20 mil dólares costumeiros, para alegria dos alunos e irritação do reitor Higgins. Quando uma peça do maquinário falha, Dexter viaja até a cidade próxima para comprar uma sobressalente. Ao tentar instalá-la sozinho à noite durante uma tempestade, sofre um choque e é transformado num computador humano. Com suas novas habilidades ele se torna uma celebridade mundial mas Arno descobre que o rapaz agora guarda na mente as informações sobre seus negócios e resolve sequestrá-lo.

## Sequências
- Now You See Him, Now You Don't (1972)
- The Strongest Man in the World (1975)